# Bothrogonia jianchuana
Bothrogonia jianchuana är en insektsart som beskrevs av Yang et Li 1980. Bothrogonia jianchuana ingår i släktet Bothrogonia och familjen dvärgstritar. Inga underarter finns listade i Catalogue of Life.